# Edmond Perrier
Jean Octave Edmond Perrier (Tulle, 9 mei 1844 - Parijs, 31 juli 1921) was een Franse zoöloog. Hij staat bekend om zijn studies naar ongewervelden, waaronder ringwormen en stekelhuidigen. Zijn broer Rémy Perrier (1861-1936) was ook zoöloog. Namen die de laatste publiceerde betreffen vrijwel exclusief stekelhuidigen.

## Levensschets
Op advies van de scheikundige Louis Pasteur studeerde hij wetenschappen aan de École Normale Superieure in Parijs. Daar kreeg hij les in de zoölogie van de bioloog Henri de Lacaze-Duthiers. Hierna was hij drie jaar onderwijzer op het college in de Zuidwest-Franse stad Agen. In 1869 verkreeg hij zijn doctoraat in de natuurwetenschappen en in 1872 heeft hij de plaats van Lacaze-Duthiers vervangen op de École Normale Superieure.
In 1876 verkreeg hij het voorzitterschap van het département Natuurlijke historie van weekdieren, wormen en zoöfyten van het Muséum national d'histoire naturelle in Parijs en in 1879 werd hij voorzitter van het Société zoologique de France. In de vroege jaren 80 van de 19e eeuw nam hij deel aan een reeks zee-expedities, waarbij hij onderzoek deed naar het mariene leven, gelegen in de Bentische zone. Nadien verkreeg hij internationale erkenning als specialist van de mariene fauna. 
In 1892 werd hij lid van de Académie des sciences en hoewel hij geen doctor in de medicijnen was, werd hij in 1898 lid van de Académie Nationale de Médecine. Van 1900 tot 1919 was hij directeur van het Muséum national d'histoire naturelle. In dezelfde periode (1903) volgde hij Henri Filhol op als voorzitter van de Vergelijkende anatomie. 
Perrier was zeer geïnteresseerd in de evolutietheorieën van Charles Darwin en Jean-Baptiste Lamarck. In 1909 was hij spreker bij de inhuldiging van het monument van Lamarck bij het Muséum national d'histoire naturelle. Hij hield Lamarck voor de ware grondlegger met betrekking tot de theorieën van de evolutie.
- Biblioteca Nacional de España: XX1396369
- Bibliothèque nationale de France: cb123918159 (data)
- Author citation (botany): E.Perrier
- Stuttgart Database of Scientific Illustrators 1450–1950: 9929
- Gemeinsame Normdatei: 116082275
- International Standard Name Identifier: 0000 0001 2100 552X
- Library of Congress Control Number: n81127843
- Base Léonore: LH//2108/15
- Nationale Bibliotheek van Tsjechië: mub2014834011
- Nationale Bibliotheek van Israël: 987007270895705171
- Nederlandse Thesaurus van Auteursnamen: 073061697
- Istituto Centrale per il Catalogo Unico: RAVV060229
- SNAC: w6wm1krc
- Système universitaire de documentation: 03300725X
- Virtual International Authority File: 34541390
- WorldCat: E39PBJjMGH8rr4jT4p9Dwty8G3